# 元禧
元 禧（げん き、生年不詳 - 501年）は、北魏の皇族。咸陽王。字は永寿。

## 経歴
献文帝と封昭儀のあいだの子として生まれた。485年（太和9年）3月、咸陽王に封じられ、侍中・驃騎大将軍・中都大官に任じられた。後に使持節・開府・冀州刺史として出向した。都督冀相兗東兗南豫東荊六州諸軍事の任を加えられた。ときに元禧は任城王元澄の隷戸を略取したため、兄の孝文帝による叱責を受けた。司州牧・都督司豫荊郢洛東荊六州諸軍事へと転じた。495年（太和19年）12月、長兼太尉となった。
孝文帝は兄弟への情に篤かったので、次弟にあたる元禧への礼遇も優れて厚かったが、元禧の貪欲な性格に対してはたびたび教戒を加えていた。しかし元禧の性格の欠点は終生改まらなかった。497年（太和21年）、元禧は孝文帝の南征に従い、南陽を攻め落とした。499年（太和23年）2月、正式に太尉となった。
4月、孝文帝が死去するにあたって、元禧は輔政を遺託された。元禧は宣武帝を輔弼する6人の大臣の筆頭にありながら、ひそかに賄賂を受け取り、産業を経営して財産を蓄え、衣裳や車をきらびやかに飾って、豪奢な生活をしていた。また数十人の姫妾をかかえて、淫色にふけっていた。宣武帝は元禧のこれらの振る舞いを憎んだ。
501年（景明2年）1月、太保に進み、太尉を兼ねた。5月、元禧は宣武帝の親政に不安を抱き、妻の兄の李伯尚とともに反乱を計画した。反乱計画は武興王楊集始の告発により露見し、元禧は数人の従者とともに洪池から東南に逃れたが、まもなく捕らえられ、華林都亭に連行された。宣武帝自らによる糾問を受け、私邸で死を賜った。

## 妻子

### 妻妾
- 正室：李氏（李宝の子の李輔の娘）
- 側室：申屠氏

### 男子
- 元通（字は曇和。元禧の死後、殺害された）
- 元翼（字は仲和。申屠氏の子。南朝梁に亡命し、咸陽王。信武将軍・青冀二州刺史）
- 元昌（南朝梁の直閤将軍）
- 元曄（字は世茂。南朝梁に亡命し、桑乾王）
- 元顕和（江南で没した）
- 元樹（字は秀和）
- 元坦（字は延和。敷城王）
- 元昶（太原王）

### 女子
- 楽安公主 元仲英（閭伯升の妻）
- 上庸公主（陸子彰の妻）

## 伝記資料
- 『魏書』巻21上 列伝第9上
- 『北史』巻19 列伝第7